# ピエール・オージュロー
シャルル・ピエール・フランソワ・オージュロー（Charles Pierre François Augereau、1757年10月21日 - 1816年6月12日）は、フランス革命戦争・ナポレオン戦争期の軍人。

## 若き日々

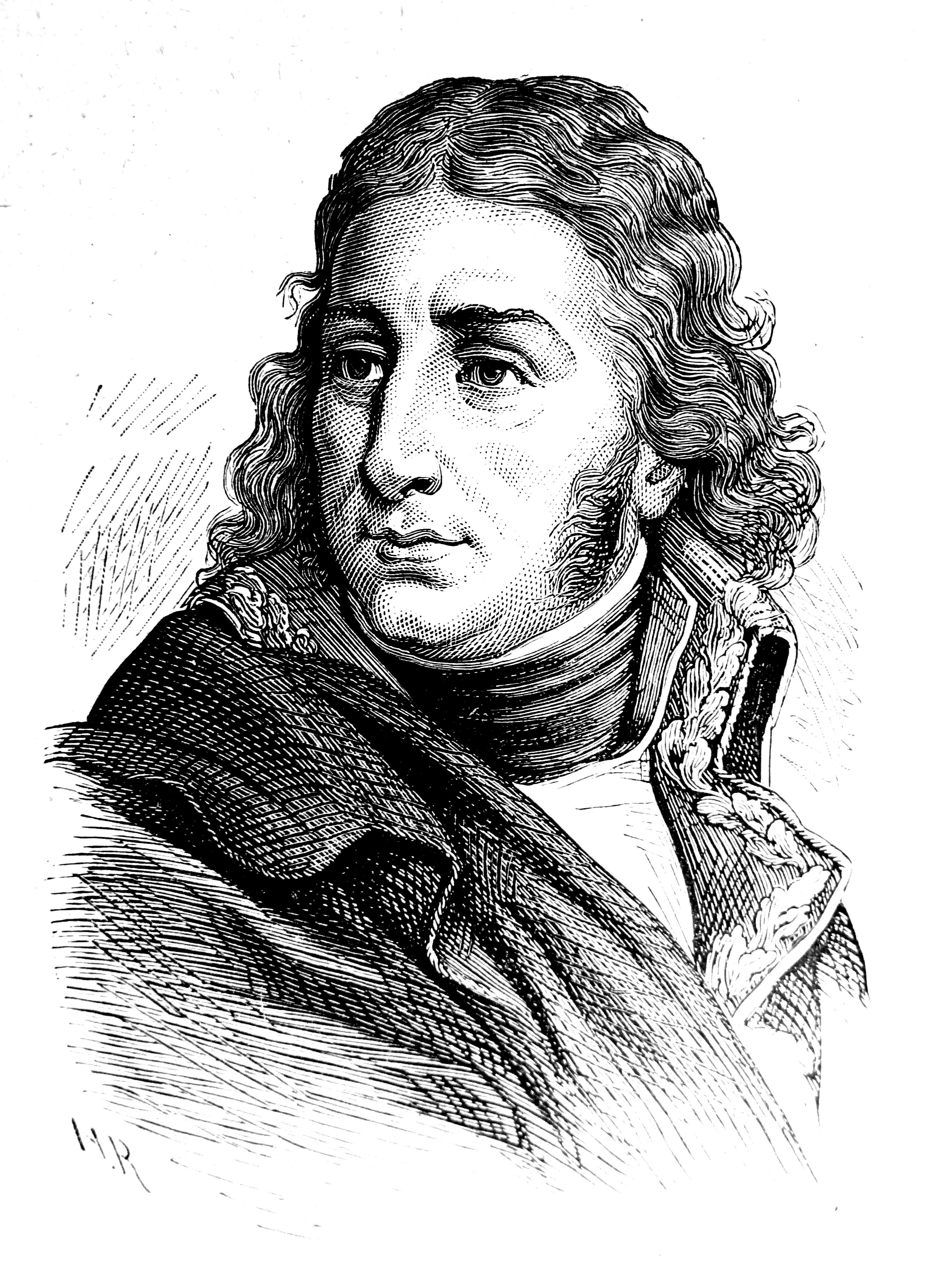
オージュロー(オーギュスタン・シャラメル画、1889年)

1757年、パリで貧しい家族に生まれた。17歳のときに騎兵連隊に入隊し、決闘を繰り返したが、自身を侮辱した士官に剣を抜いてしまったことで海外逃亡し、レバントを放浪した。露土戦争でロシア帝国陸軍に入隊したが、再度逃亡してプロイセン王国の衛兵隊に入隊した。だがプロイセン軍からも脱走してザクセン選帝侯領との辺境に着いた。その後、1788年から1791年にかけてナポリ王国軍への従軍やポルトガル王国での一時滞在の経歴を持つ。

## フランス革命戦争

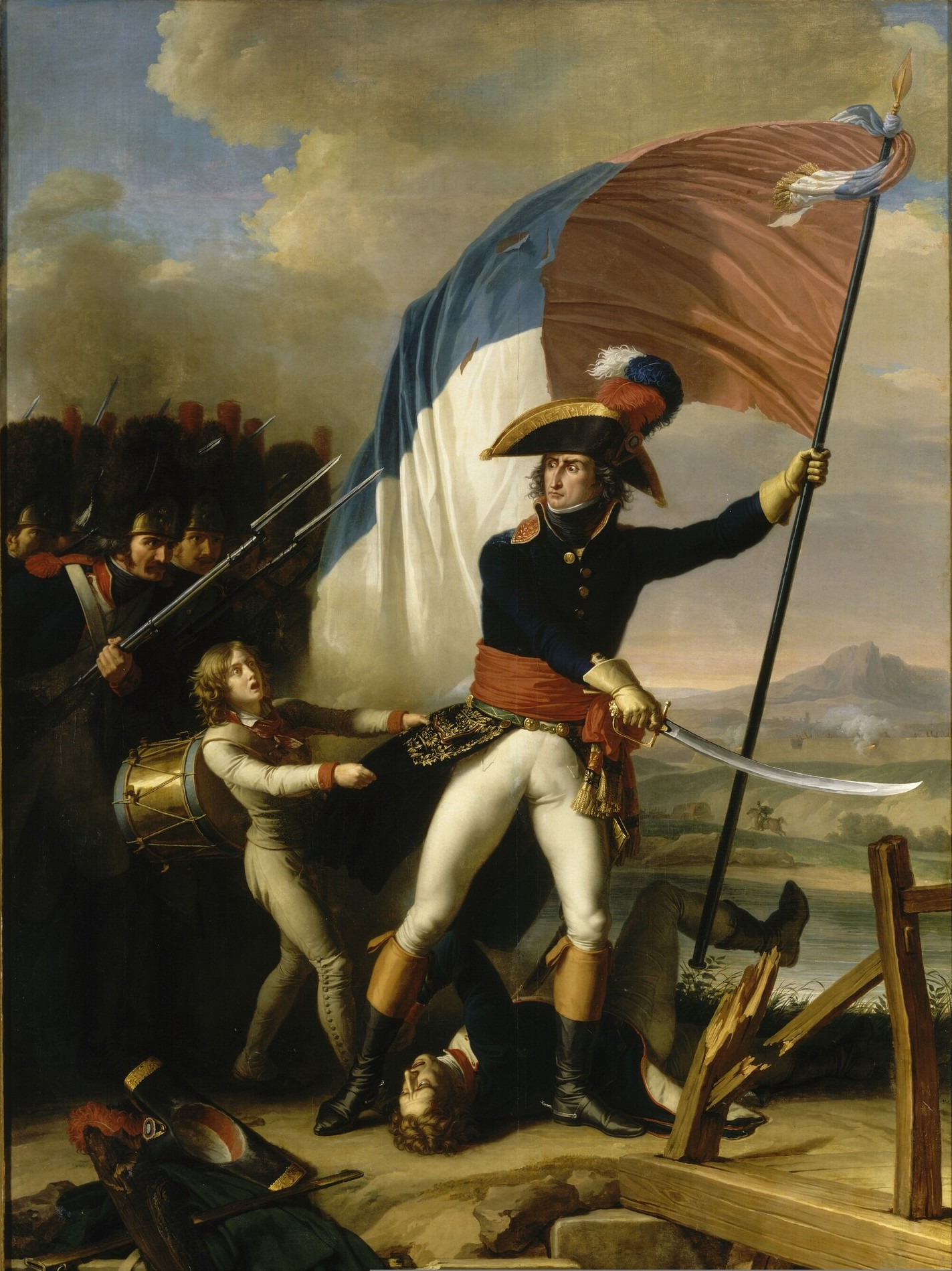
1796年のアルコレの戦いにおけるオージュロー

フランス革命戦争に際して、彼はヴァンデの反乱の鎮圧や南下してスペイン軍との戦いに赴き、瞬く間に昇進し1793年12月23日には師団将軍となった。彼の師団はイタリアに派遣されてナポレオン・ボナパルトの指揮下に入り、1796年のミッレージモの戦い、コッセーリア城の攻囲、チェーヴァの戦い、ローディの戦い、カスティリオーネの戦いで活躍し、ナポレオンに賞賛された。1797年に総裁政府への支援のためにナポレオンによってパリに戻され、同年9月のフリュクティドール18日のクーデターで活躍した後、ドイツへと派遣された。 
しかし大陸ヨーロッパでの講和が進み、ライン川戦役で戦功を挙げられなかったうえ、不在中に起こった1799年11月のブリュメール18日のクーデターにかかわれなかった。このときの処遇でオージュローは総裁政府やナポレオンに不満を感じたが、フランス第一帝政が成立した後の1804年5月19日にフランス元帥に叙された。

## ナポレオン戦争

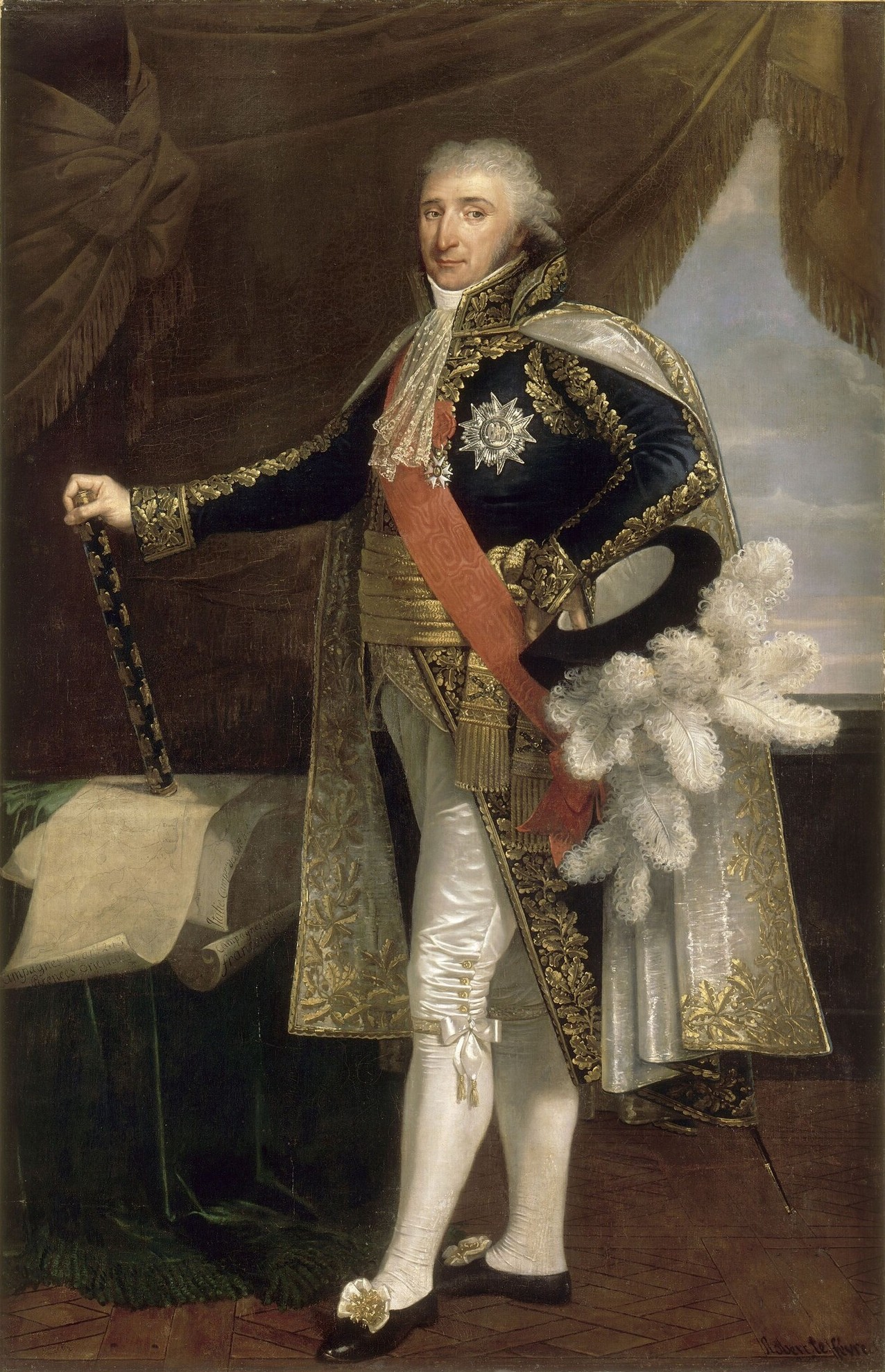
ロベール・ルフェーヴルによる肖像画、1805年。

1805年の第三次対仏大同盟との戦いではコンスタンツ、ブレゲンツで戦った。 
1806年から1807年にかけての第四次対仏大同盟との戦いでもイエナ・アウエルシュタットの戦いで戦功を挙げたが、1807年初に熱を出して倒れた。アイラウの戦いでは乗馬して指揮を執るも、オージュローの軍団は大損害を受け、オージュロー自身も重傷を負った。
1808年3月19日にカスティリオーネ公（彼が活躍した1796年の戦闘の名前から）とされた。
その後半島戦争に参加し、カタルーニャ地方で指揮を執ったが、さしたる成果を挙げられず、残酷さが知られる程度だった。1812年ロシア戦役や翌1813年の諸国民戦争のザクセン戦役にも参加したが、そこでも目立った活躍はなかった。ライプツィヒの戦い直前にはナポレオンから「カスティリオーネでのオージュローではなくなった」と責められ、オージュローが「ではイタリアの時の兵士たちを返してください」と反論する一幕もあった。
1814年のフランス戦役ではリヨンの防衛を任されたが、オーストリア帝国軍に容易に突破され、オーストリアと申し合わせたとの噂が流れる結果となった。
ルイ18世の王政復古にあたって王政に忠誠を誓い、百日天下の際にはナポレオンになびいたが、ナポレオンは彼を1814年の裏切り者として拒絶している。ワーテルローの戦いの後、ルイ18世の再復古にあたり、オージュローは称号と年金を取り上げられた。1816年6月12日にウール県ラ・ウセの地所で死去した。

## 人物
背が高く、堂々とした風采の人である。貪欲な野心家であり、日和見主義者であった。

## 関連図書
- Wood, James, ed. (1907). “Augereau, Pierre François Charles” . The Nuttall Encyclopædia (英語). London and New York: Frederick Warne.
- Baynes, T. S., ed. (1878). “Pierre François Charles Augereau” . Encyclopædia Britannica (英語). Vol. III (9th ed.). New York: Charles Scribner's Sons. p. 71.